# Boss of Me (chanson de David Bowie)
Ne doit pas être confondu avec Boss of Me.
Pistes de The Next Day
I'd Rather Be High
(8) Dancing Out in Space
(10)
Boss of Me est une chanson de David Bowie parue en 2013 sur l'album The Next Day. Son texte plutôt pauvre en fait pour beaucoup le passage le plus faible de l'album.

## Description

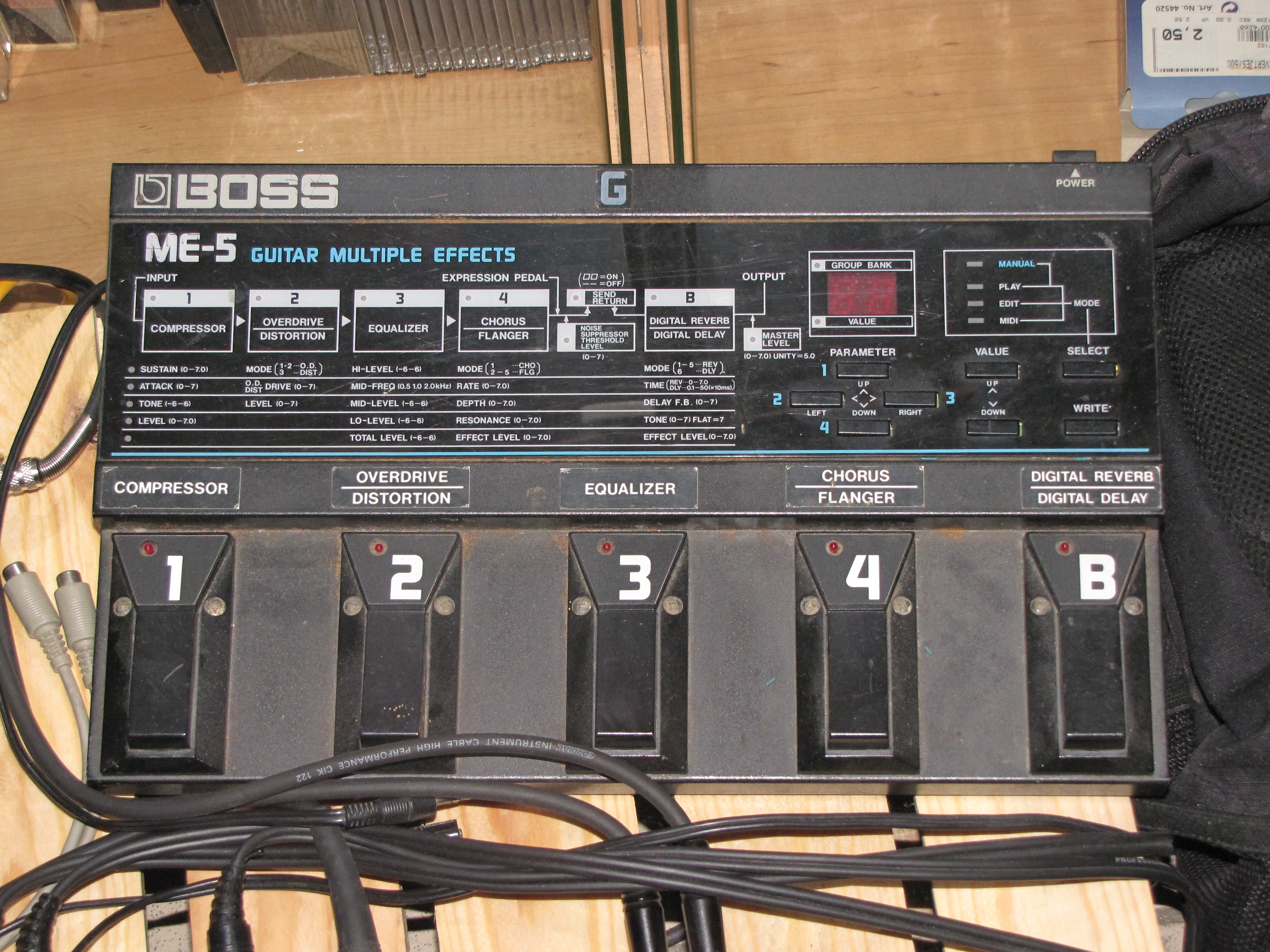
Une pédale d'effet BOSS ME. Clin d’œil du titre de cette chanson ?

Les commentateurs peinent à interpréter cette chanson, doutant que Bowie ait pu être aussi banal. 
Le titre Boss of Me provient à l'évidence de l'expression argotique «  you're not the boss of me », « t'es pas mon chef », attestée depuis le XIXe siècle. Chris O'Leary suggère un possible clin d’œil à un des boîtiers électroniques de la guitare de Gerry Leonard, un BOSS ME-80... 
Quant aux paroles, une fois écartée la lecture autobiographique trop simpliste (Bowie s'adresserait à sa femme, ou encore à sa fille quand il écrit ce refrain un peu sexiste « qui aurait pu penser, qui aurait pu rêver / qu'une fille d'une petite ville comme toi deviendrait mon chef ? ») et pris en compte les trois mots par lesquels Bowie caractérise la chanson, comme il s'est astreint à le faire pour chaque morceau de l'album (displaced, flight, resettlement — « déplacé, vol, réinstallation »), tout au plus peut on imaginer une fille en exil, nostalgique de son passé irrémédiablement disparu.
La ligne de basse est jouée par Tony Levin sur une Chapman Stick, sur une suggestion du batteur Zachary Alford. Les interventions du saxophone baryton de Steve Elson évoquent un peu les cuivres de Moonage Daydream. Après un pont égayé quelques traits de flûte de Tony Visconti, les deux choristes puissantes, Gail Ann Dorsey et Janice Pendarvis, parviennent à insuffler au morceau une dimension presque gospel.

## Enregistrement

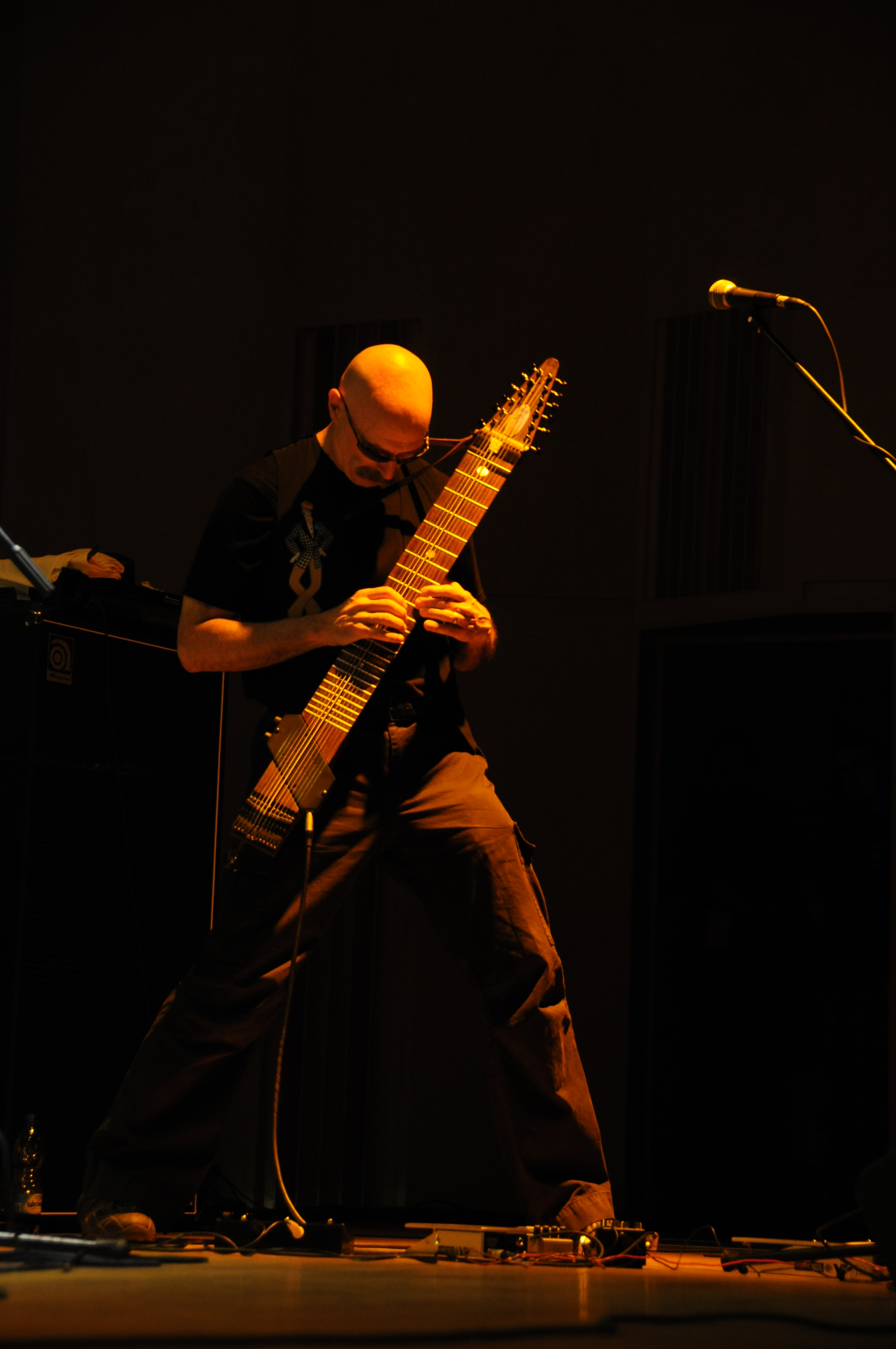
Tony Levin et sa Chapman Stick.

Bowie écrit la chanson avec son guitariste Gerry Leonard dans la maison de celui-ci à Woodstock pendant l'été 2011. Leonard est crédité comme co-auteur, pour avoir été à l'origine du riff du milieu et de la structure d'accords. Sur la base de cette maquette, l'enregistrement en est fait le 14 septembre, à l'exception de la voix du chanteur, prise le 26 novembre.

## Critiques
Nicholas Pegg estime que les paroles de Boss of Me sont de loin les plus « fades et banales » de l'album, voire de toute l'œuvre de Bowie depuis 1993. Le titre lui-même manque désespérément d'invention : c'est celui d'un tube du 2001 du groupe They Might Be Giants, générique d'une sitcom de Fox News, Malcolm. C'est selon lui une jolie chanson, bien chantée, mais qui n'en reste pas moins un passage faible et déroutant du disque. Même sentiment pour Chris O'Leary : les rimes sont quelconques (« (...) cool again / (...) cool again »), les clichés pullulent (« Life has your mind and soul »).
Mathieu Thibault salue néanmoins la précision et la légèreté de la basse et du saxophone , qui confèrent au morceau un « style R&B futuriste », et le jeu de guitare de Gerry Leonard, étoffé par les distorsions d'un synthétiseur EMS Synthi Hi-Fli. D'autres encensent ce jeu de guitare, ses « architectures sinueuses et ses distorsions cérébrales ».
Tony Visconti dit trouver en cette chanson solide, une nouvelle direction mélodique, atypique pour Bowie.

## Musiciens
- David Bowie : chant, production
- Tony Visconti : ingénieur, mixage, production
- Gerry Leonard (en) : guitare
- Tony Levin : basse
- Gail Ann Dorsey : chœurs
- Janice Pendarvis, choriste régulière de Sting[4] et de Laurie Anderson[3] : chœurs
- Zachary Alford : batterie
- Steve Elson, du groupe Borneo Horns[4] : saxophone baryton